# 揖斐軽便鉄道
揖斐軽便鉄道（いびけいべんてつどう）は、現在の北方町から揖斐川町に存在した軽便鉄道の計画である。

## 路線データ（計画時）
参照 : 
- 動力：電気鉄道
- 路線区間：上真桑 - 揖斐

- 路線距離：七哩二十鎖（約11.67㎞）

- 軌間：三呎六吋（約106.68㎝）

## 経営会社
揖斐軽便鉄道株式会社（揖斐輕便鐵道株式會社）
- 本社所在地：岐阜県本巣郡真桑村上真桑
- 免許認可年月日：1912年11月28日（大正元年十一月廿八日）
- 資本金：450,000円
- 代表者：安藤為司

## 歴史
- 1912年（大正元年）年
  - 8 月17日付 - 揖斐軽便鉄道株式会社の10名で、本巣郡真桑村から揖斐郡揖斐川町までの区間において軽便鉄道敷設を目的に国に申請する[5][6]。
  - 11月28日 - 免許認可[7]。
- 経済不振により工事が延期する[5]。
- 1914年（大正3年）- 免許失効[8]。上記理由により失効となった[5]。
- その後岐北軽便鉄道が引き継ぎ、揖斐軽便鉄道が当初敷設する予定だった路線を含めた区間で鉄道事業開始[6]。

（岐北軽便鉄道との関係は「名鉄揖斐線」を参照）